# Krajna, Tišina
Krajna je naselje v občini Tišina.
Krajna je mala vas s približno 190 prebivalci in leži na cesti Cankova-Murska Sobota. Javne zgradbe na Krajni so gasilski dom, gostilna Mencigar in športno igrišče. Znamenitosti na Krajni so klub malega nogometa Krajna, spominska plošča duhovnika Jožeta Kleklna, kapelica (stara 103 leta), spomenik Beli križ pri istoimenski gramoznici ob regionalni cesti Murska Sobota-Gederovci. Na Krajni je bil rojen Franc Temlin, tudi Jožef Klekl politik in Jožef Klekl pisatelj.

## Prireditve
Leta  1936, 1952 Borovo gostüvanje.
Leta 2007 Zelkov memorial.